# Humerobates parvoglobosus
Humerobates parvoglobosus är en kvalsterart som först beskrevs av Hammer 1967.  Humerobates parvoglobosus ingår i släktet Humerobates och familjen Humerobatidae. Inga underarter finns listade i Catalogue of Life.